# Fer Diad
Fer Diad [fʲer 'dʲiað], auch Ferdiad, Ferdia, Fear Diadh, ist ein sagenhafter Krieger aus dem Táin Bó Cuailnge („Der Rinderraub von Cooley“) in der keltischen Mythologie Irlands.

## Mythologie
Fer Diad ist der Partner Cú Chulainns bei der Ausbildung durch die Krieger-Zauberin Scáthach. Er gilt wegen seiner Hornhaut als unverwundbar, aber nur Cú Chulainn erhält von Scathach den todbringenden Gae Bolga-Speer. Als die Connachter unter Ailill mac Máta und Medb gegen Ulster in den Krieg ziehen, versucht Medb, ihn zum Zweikampf gegen seinen ehemaligen Waffenbruder zu bewegen. Fer Diad weigert sich zuerst, stimmt aber schließlich zu, da ihn Medb der Feigheit bezichtigt und ihm von einem Druiden vorgetragene Schmähverse (Glám dícenn) androht. Als sie ihm auch noch ihre Tochter Findabair anbietet, zieht er in den Zweikampf. An der später nach ihm benannten Furt Áth Fir Diad (heute Ardee im County Louth) findet der Kampf statt. Fer Diad versucht, Cú Chulainn zu reizen:
Zum ersten Mal wirst du besiegt.
Vergiß, dass wir Ziehbrüder waren.
Schieläugiger, mit dir ist's aus.

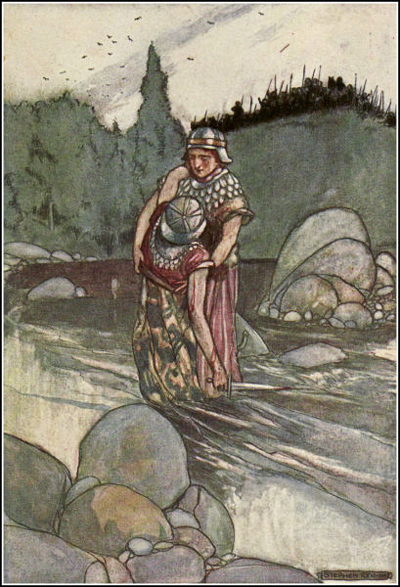
Der Tod Fer Diads

Dieser beschwört erfolglos ihre Freundschaft und sie beginnen mit dem Kampf. Vier Tage dauert das Gefecht, am Abend trennen sie sich jedes Mal und versorgen gegenseitig ihre Wunden. Erst am letzten Tag kommt es zur Entscheidung. Vorher bittet Cú Chulainn seinen Wagenlenker Loeg mac Riangabra, ihn aufzustacheln, falls er nachlasse. Als Fer Diad die Oberhand gewinnt, verspottet Loeg seinen Herrn und reicht ihm gleichzeitig den Todesspeer Gae Bolga. In der Wutverzerrung tötet Cú Chulainn seinen Gegner und Freund, verzichtet aber darauf, ihm als Sieger den Kopf abzuschlagen und singt eine Totenklage für ihn.
Da Cú Chulainn nach dem Kampf selbst schwer verwundet ist und vorerst nicht weiterkämpfen kann, springt der alte Held Cethern mac Fintain ein und wird ebenfalls tödlich verletzt.